# Cristiana De Filippis
Cristiana De Filippis (Bari, 23 luglio 1992) è una matematica italiana. Si occupa di Calcolo delle variazioni ed Equazioni differenziali alle derivate parziali. 

## Biografia
Ha conseguito la laurea triennale in Matematica presso l'Università di Torino (2014) e quella magistrale all'Università di Milano Bicocca (2016), per poi ottenere un Ph.D in Matematica all'Università di Oxford (2020). Dal 2021 lavora presso l'Università di Parma. 
I suoi studi si concentrano sulla teoria della regolarità per problemi ellittici e parabolici, con particolare riferimento a quelli di natura variazionale, campo al quale ha portato contributi che le hanno fruttato numerosi riconoscimenti . In particolare, insieme a Giuseppe Mingione ha dimostrato la validità delle stime di Schauder per equazioni non uniformemente ellittiche e la regolarità dei minimi di funzionali non uniformemente ellittici nel caso non differenziabile   . 

## Riconoscimenti
- (2019) G-Research Prize[9].
- (2020) Premio Gioacchino Iapichino dell'Accademia Nazionale dei Lincei[10].
- (2023) Eletta nella corte iniziale della European Mathematical Society Young Academy[11][12].
- (2023) Premio Internazionale per la Cultura Mediterranea della Fondazione Carical[13].
- (2023) Inclusa nella lista 2023 delle 100 donne italiane di successo compilata da Forbes Italia[14].
- (2024) Premio Bartolozzi 2023 della Unione Matematica Italiana[15].
- (2024) European Mathematical Society Prize[16][17].